# Larus glaucoides

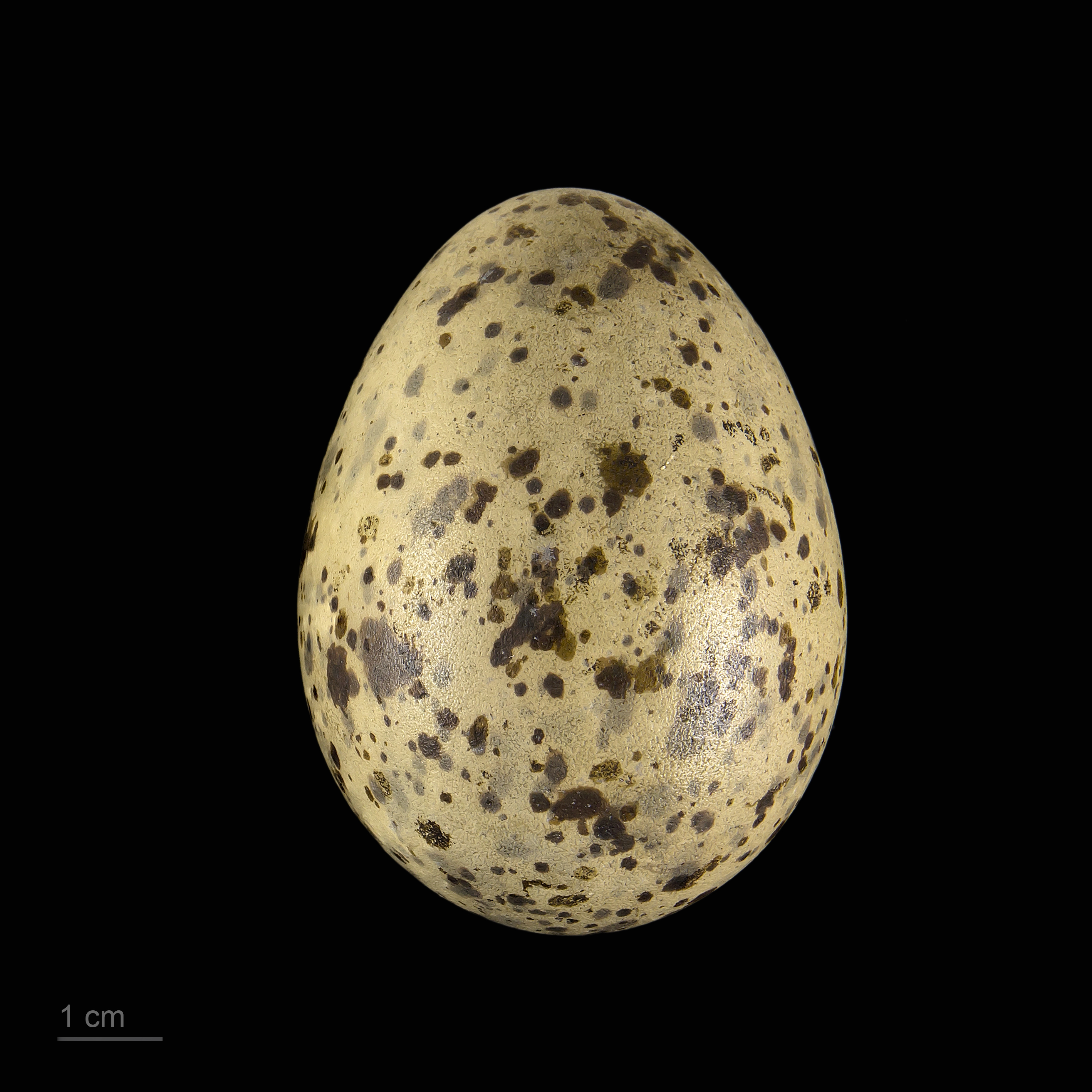
Larus glaucoides - MHNT

La gaviota groenlandesa (Larus glaucoides) es una especie de ave caradriforme de la familia Laridae. Es propia de América y Europa.

## Descripción
Es de aspecto muy semejante al gavión hiperbóreo (Larus hyperboreus). Mide entre 58 y 65 cm. Su coloración es blanca y gris azulada, aunque el plumaje invernal suele presentar unas manchas longitudinales gris parduscas o difusas en cabeza y cuello. Las patas son rosas y los ojos normalmente amarillo pálido, en ocasiones cafés. Los ejemplares inmaduros muestran un plumaje pardo muy claro.

## Distribución y hábitat
Nidifica en Canadá y Groenlandia, e inverna en el este de Estados Unidos, en Islandia, Irlanda, el Reino Unido, Países Bajos, Escandinavia y el extremo norte de Alemania, siendo una especie divagante en gran parte de Europa, incluida España, y en Marruecos y Japón. Habita en costas rocosas y escarpadas, encontrándose frecuentemente en puertos. Rara en el interior.

## Comportamiento

### Reproducción
La hembra suele poner de 2 a 3 huevos de unos 68 mm de longitud, teniendo lugar la época de incubación entre mayo y junio. Las colonias de cría se encuentran habitualmente resguardadas en bahías o fiordos, en acantilados a gran altura.

### Alimentación
Al igual que otras especies de gaviotas de gran tamaño, la gaviota groenlandesa es omnívora. Su alimentación se compone principalmente de peces de pequeño tamaño, invertebrados marinos, huevos de otras aves, así como de frutos y semillas.

## Subespecies
Se reconocen las siguientes subespecies:
- Larus glaucoides kumlieni
- Larus glaucoides glaucoides
- Larus glaucoides thayeri